# Altan
 For alternative betydninger, se Altan (band).
En altan (fra latin altus, «høj») er udbygning på et hus, oftest åben og anbragt i højde med en af de øvre etager og med adgang herfra. Tagterrasser kan kaldes altaner. En altan har rækværk og kan være understøttet af søjler, buegange eller en anden underbygning som et indgangsparti eller et bislag. Det forudsætter, at tilbygningen ikke er i hele hovedbygningens højde. Altaner er oftest uden tag, men kan have et skærmtag (ikke del af bygningens tag).
En slotsbalkon er ikke en balkon, men en altan, fordi det udendørs gulv med rækværk er taget på en buegang. I det danske sprog er definitionsforskellen på altaner og balkoner svær at finde. Sammenlignet med en altan er en balkon oftest større, søjlebåren og monteret på herskabelige eller pompøse bygninger.
I Danmark er det nu almindeligt at udstyre lejligheder med altaner.

## Typer af altan
Der findes flere typer af altaner. Herunder følgende
- Fransk altan
- Altaner i stål - også kaldet balkoner
- Aluminiums altan
- Svalegange
- Åbne altaner
- Glasinddækkede altaner

Kort sagt er en fransk altan en altandør som åbner og giver lys ind i rummet. De er populære flere steder i Danmark, men ses ofte i København.